# Acemira Rugby
A Associação Esportiva Acemira Rugby é um clube paraense de rugby union, com sede em Belém, fundado em  2011. Seu nome, na língua tupi, significa "os que fazem doer". Não é a primeira equipe de rugby no Estado, havendo antecedentes recreativos no ciclo da Borracha, com praticantes que iam de trabalhadores britânicos ao senador Abel Chermont; e também na década de 1990, no time Rugby Açu, composto por estudantes da Universidade Federal do Pará que chegaram a enfrentar representantes da Guiana Francesa. O Acemira, porém, foi o primeiro a consolidar-se, sendo considerado "o clube que devolveu o rugby ao Pará".

## História

### 2011
O Acemira Rugby começou suas atividades em maio de 2011, após entusiastas pelo rugby union em Belém do Pará se conhecerem pela internet e combinarem encontros presenciais na Praça da República e depois na Praça da Trindade, na falta de um campo fixo. O contingente inicial formado por Yuri Andrade, Kadmiel Pereira e Fabricio Braga chegou a dez jogadores, incluindo Caio Maximino, praticante do esporte desde 2005, que viria a ser também treinador  e autor do hino; outros se juntaram ao ver as atividades e ganharem curiosidade.
O intuito inicial era apenas diversão; a chegada de jogadores experientes em outros Estados trouxe cada vez mais seriedade. No fim daquele ano, pôde ser formada uma equipe improvisada ("não fomos com a equipe completa pela dificuldade de transporte e dinheiro, mesmo porque o Acemira é formado por estudantes, pessoas de diversas classes sociais e é uma dificuldade grande do time conseguir vencer grandes distâncias, além de se ausentar de seus compromissos", explicaria em 2012 o atleta João Bento) de quinze jogadores, que disputou a primeira partida oficial do clube, em São Luís do Maranhão. Foi contra o time Amaru (Associação Maranhão Rugby), vencedor na ocasião. A partida, iniciada às 10 horas da manhã de 13 de novembro na AERCA, foi encerrada em 61-5 após um jogo descrito como leal de ambos os lados e valorizado pelos paraenses, ainda que sem sucesso em progredir em campo, pecando em posicionamento - ao passo que os maranhenses, mais treinados na tática e em condicionamento físico, mostraram vitalidade e força nas formações fixas de lineouts, scrums, rucks e mauls, destacando-se a terceira linha, jogadas ensaiadas com chutes partindo do abertura e overlaps, com a maioria dos tries sendo convertidos pelos pontas. Marcelo Cintra, com dois tries e oito conversões, foi o maior destaque. O ponto paraense veio de try marcado por Fernando.
A estreia do Acemira foi também a terceira partida e primeira vitória da história do Amaru e seu capitão, Juan Frota, declarou que "acredito que o placar nesse jogo seja o fator menos importante. Fortalecer a nossa região e ter um número maior de jogos faz com que o rugby cresça a passos largos. Nosso primeiro jogo foi há menos de dois meses e posso afirmar que evoluímos muito, mostrando que o mais importante para o desenvolvimento do rugby em nosso país é aumentar o número de jogos. Agradeço e aplaudo a equipe paraense que valorizou e honrou o resultado que nós da Associação Maranhão Rugby conseguimos construir". Em junho de 2012, essa partida foi assim relembrada ao Diário do Pará pelo capitão paraense Yuri Andrade: "apesar de termos perdido, a experiência foi positiva. Voltamos com mais força ainda".

### 2012
No mês de março, foi realizada a primeira oficina de rugby para alunos da Universidade Federal do Pará - Campus Castanhal, sob organização da Faculdade de Educação física e sob Gestão do Professor João Bento Torres.
Neste ano o time feminino forneceu em junho duas jogadores emprestadas para a disputa da Copa Norte de Rugby XV.   Obteve em setembro a segunda colocação na primeira competição que disputou, em um campeonato de rugby sevens em São Luís, onde foi derrotado na decisão pela equipe mais experiente e consolidada do Piauí, o Albinos da Universidade Federal do Piauí. A equipe masculina também foi vice-campeã, para o Amaru, após ter vencido a partida descrita como mais emocionante do evento, aproveitando-se de jogadores velozes para superar os adversários mais pesados do Sindicato da 1ª Linha - formado por jogadores do Maranhão, Ceará, Pernambuco e Distrito Federal. Os treinos passaram a ser possibilitados no Colégio Moderno e na academia Companhia Athletica.
Em dezembro, o clube promoveu o "I Festival de Rugby de Belém". Na ocasião, promoveu no campo da Escola Superior de Educação Física partidas dos times feminino e masculino contra o Amaru. Os oponentes superaram uma viagem inesperada nos próprios automóveis em oito horas ("não poderíamos deixar de honrar o nosso compromisso com os nossos irmãos do Acemira", declarou o maranhense Marcos Bispo), após descumprimento contratual da empresa negociada para transporta-los e no jogo masculino de XV chegaram a estar à frente no marcador no primeiro tempo, já encerrado com parcial vitória paraense por 11-10. No intervalo, foi realizada a partida feminina, no formato rugby sevens, com as paraenses ganhando por 15-0, em tries de Danielle Pina (dois) e Alaise. No segundo tempo do jogo masculino, o Acemira confirmou sua primeira vitória de XV, com o placar finalizado em 14-10 após uma partida leal, sem cartões. Júnior Coutinho foi o maior pontuador, acertando três penais para o time vencedor.

### 2013
Em março desse ano ocorreu a 2° oficina de rugby para alunos da Universidade Federal do Pará - Campus Castanhal, sob organização da Faculdade de Educação física e sob Gestão do Professor João Bento Torres.
O clube já alcançava cerca de cinquenta membros regulares, dez deles da equipe feminina. Dispunha de dois treinos noturnos ao longo da semana no Colégio Moderno e um aos domingos na Universidade Federal do Pará ou em campos alugados. Em 11 de maio, o clube disputou sua primeira partida contra uma equipe estrangeira, o Vié Bagaj, formada por veteranos da Guiana Francesa, no campo da Universidade do Estado do Pará. O placar ficou em 52-17 para os franceses.  Em novembro, recebeu em Castanhal as equipes do Amaru e do Delta/UFPI para a etapa paraense do Circuito Interestadual de Rugby Sevens, sendo vice-campeão no masculino (em torneio a contar também com a equipe Sindicato) e no feminino para o Delta.

### 2014
Em 6 de julho, pela primeira vez dois clubes paraenses de rugby se enfrentaram. Foi no formato rugby sevens, em jogo realizado no campo do Hospital da Aeronáutica entre duas equipes masculinas, com vitória de 92-0 do Acemira sobre o Japuaçu, formado no ano anterior por ex-membros do Acemira.
No Circuito Interestadual de Rugby Sevens, o clube participou das Etapas de Teresina (apenas no masculino), também em julho, derrotado na final Prata pelo cearense Asa Branca; em São Luís do Maranhão, em setembro; e em Belém, em novembro, no qual o time masculino terminou derrotado pelo campeão Delta/UFPI, vencedor também do feminino. A etapa belenense, a primeira a contar com o Japuaçu, foi realizada no campo da Escola Superior de Educação Física.

### 2015
Em fevereiro, atletas do clube e da equipe Locomotiva estiveram na campanha nacional "Doe sangue, jogue rugby. Faça um try pela vida", doando sangue no hemocentro de Belém e também no de Castanhal. Em 21 de março, promoveu contra o Japuaçu o primeiro jogo de rugby de XV entre dois clubes paraenses. O evento entre os dois times masculinos, válido pela etapa paraense da Copa Norte de Rugby XV, foi dedicado à memória do francês Jacky Verdier, antigo orientador de jogadores das duas equipes, presidente honorário do Acemira e falecido na véspera por câncer. As duas equipes se uniram em círculo antes da partida, em torno do discurso do treinador João Bento Torres à memória de Verdier, portaram braceletes negros em luto durante o jogo e após a partida comprometeram-se a disputar anualmente uma taça em nome de Verdier.
O Acemira venceu por 55-0, na presença do presidente da Liga Norte. O jogo, leal, sem cartões e lesões, ocorreu no campo do Hospital da Aeronáutica, onde os treinos passaram a ser realizados em paralelo a atividades na academia Reschkes Fitness. Adiante, o time pôde decidir a Copa Norte, após a falta de recursos comprometer a participação - o que havia levado à desistência do adversário na semifinal, o acriano Rio Branco, apesar da tentativa de juntar as duas equipes para jogos em Manaus, o que não impedira gastos de 10 mil reais inviáveis ao adversário. A decisão foi na Universidade Federal do Amazonas, contra o GRUA, que terminou tetracampeão da competição. Ainda no primeiro semestre, O Acemira teve cinco jogadores masculinos convocados à seleção do norte, para a partida contra a seleção do nordeste.
No segundo semestre, no Circuito Interestadual de Rugby Sevens, o time feminino venceu as etapas do Maranhão e em Belém. O masculino ficou na segunda colocação nas duas primeiras etapas e também venceu a de Belém, realizada na Associação dos Servidores da Polícia Federal.

### 2016
O time masculino disputou novamente a Copa Norte de Rugby XV, participando da chave A, vencida pelo GRUA em disputa que envolveu também o Palmas. Em 16 de julho, juntou-se a Japuaçu e Abaçaí como representantes do Estado na segunda etapa do Circuito Interestadual de Sevens, realizada em Ananindeua no campo da Viação Forte, em disputa a envolver também com representantes de Maranhão e Piauí. O Acemira conseguiu o ouro tanto no torneio masculino como no feminino. A equipe feminina já havia conquistado o ouro na etapa anterior, em Manaus. O forward João Guilherme Santana terminou como convocado à seleção rugby sevens da Liga Norte para partida contra o clube carioca Guanabara, em partida preliminar ao jogo entre a seleção brasileira e a queniana em Macapá.
No final do ano a equipe juvenil do Acemira em parceria com a Escola de aplicação da UFPA, jogou o primeiro amistoso de touch Rugby contra os alunos também do 1° ano do ensino médio da Escola dom Pedro. Desde então, os atletas do Acemira passaram a ajudar  diversas oficinas e jogos de rugby escolar junto aos professores da Escola de Aplicação.

### 2017
Em maio, o clube participou do município de Barcarena da primeira Etapa do Circuito Norte de Rugby Sevens, onde clubes locais receberam de fora os times do GRUA (Amazonas) e Makuxi (Roraima). Ficou em terceiro no masculino, onde a disputa envolveu também as equipes paraenses do Vikings, Cabanos e Lokomotiva, e no feminino. Em novembro, outra competição de rugby sevens, o Circuito Interestadual, foi disputada pelo clube no estádio do Pinheirense e teve participação do Moto Club, conveniado com o SPAC. O time masculino ao fim obteve o título do Circuito.

### 2018
Em 24 de março, o clube jogou pela primeira vez no principal estádio paraense, o Mangueirão. Na ocasião, foram realizadas duas partidas de rugby sevens, uma masculina e outra feminina, no intervalo da partida entre Legião e Castanhal Blackyellows, por sua vez válida pela primeira rodada do campeonato paraense de futebol americano - cuja federação estadual, a FEPAFA, realizou parceria com o Acemira para usufruto do estádio na data. O time masculino enfrentou o Cabanos (antigo Abaçaí) e venceu por 20-5, com tries de Ivan Parijós, Caio Barros, Fernando Moraes (o mesmo que em 2011 pontuara o primeiro try do time, contra o Amaru) e Diemerson Costa para os vencedores. A equipe feminina perdeu de 15-5 para o Japuaçu, com a presidente Suelane Cunha marcando o try do Acemira. Na mesma ocasião, sete atletas do time feminino e seis do masculino receberam convocação à equipe que representará em seguida a Universidade Federal do Pará no campeonato nacional universitário. Dentre os convocados, Fernando e Kadmiel Pereira, um dos fundadores do clube.
Em 15 de abril, houve o primeiro jogo de uma versão paraense do Barbarians, em jogo de XV contra o Acemira, que venceu por 20-5 no campo da Escola Superior de Educação Física. Na mesma tarde, a equipe feminina previamente disputou partida de rugby sevens contra o Japuaçu, vencedor por 29-5. Em 2 de junho, no Campo 1 da UFAM, o Acemira duelou contra o GRUA, vencedor por 53-17, pelo jogo de ida da final da Liga do Norte. A volta, em Belém, foi realizada às 15 horas de 28 de julho, na Associação São Pedro, sendo novamente vencida pelos amazonenses.
Em 24 de novembro, novamente na Associação São Bento, o Acemira travou a 3ª etapa do Circuito Interestadual de Rugby Sevens, que teve como participantes também o Cabanos, Lokomotiva, Delta e Cocais. A equipe masculina venceu por 14-0 o Lokomotiva e por 28-7 a equipe B do Cabanos, sendo derrotada pela equipe principal na final por 38-12. Acemira e Cabanos, na mesma ocasião, também travaram dois amistosos de times femininos, vencidos ambos pelo Acemira (por 21-17 e 17-12). Em 8 de dezembro, na Escola Superior de Educação Física, Acemira, Cabanos e Japuaçu realizaram amistosos solidários.

### 2019
Às 9 horas de 10 de março, as equipes masculinas do Acemira, Cabanos e Yawara Castanhal disputaram, no Campo do Sindpol em Belém, o primeiro torneio de ten-a-side realizado no Pará. O Acemira foi o campeão, ganhando de 38-7 do Yawara e de 12-10 contra o Cabanos (que havia, no segundo jogo do evento, derrotado o Yawara por 38-5). Os três clubes posaram conjuntamente para fotos.
Ainda em março, a equipe feminina do Acemira viajou para Brasília para participar da 1ª etapa do Circuito do Centro-Oeste de Rugby Sevens, o Pequi Sevens, em jogos nos dias 30 e 31 no campo da AGEPOL. Ao fim, com empate em 17-17 com o Parecis e vitória de 31-0 sobre o Cuiabá, as paraenses terminaram na quarta colocação, atrás da nacionalmente prestigiada equipe da Melina, da UnB e do Goianos. Em 16 de junho, na Universidade Federal do Pará, houve amistoso feminino com o Delta.
No segundo semestre, o clube programou com as demais equipes já consolidadas no Estado - Japuaçu (2013), Lokomotiva (2014), Cabanos (2016) e Yawara (2018), além do combinado Barbarians - o Circuito Paraense de Sevens, preenchendo a lacuna do Circuito Norte, inviabilizado pela precariedade logística. Houve etapas em 14 de setembro, organizada em Belém pelo próprio Acemira, no campo do Movimento Emaús; em 26 de outubro, organizada em Castanhal pelo Yawara; e em 30 de novembro, organizada em Belém pelo Cabanos. Na primeira, o Acemira foi campeão tanto no masculino (29-17 contra o Japuaçu, 19-5 contra o Barbarians e contra o Cabanos e 19-0 contra o Yawara) como no feminino (27-17 e 34-5 no Yawara, com derrota de 36-20 para o Japuaçu sendo seguida por triunfo de 24-10 sobre as mesmas adversárias). Na segunda, a equipe feminina foi campeã após vencer por 26-12 o Yawara, por 38-7 o Japuaçu, por 52-0 o Lokomotiva e por 28-5 uma final com o Japuaçu, enquanto a masculina ficou em terceiro, abaixo de Cabanos e Yawara. Ao fim, após a 3ª etapa, realizada na Associação São Bento, o clube terminou campeão do Circuito tanto no masculino como no feminino.

### 2020 e 2021
Em função da pandemia de COVID-19, o clube paralisou suas atividades presenciais na maior parte de 2020. Além da falta de partidas oficiais, mesmo treinamentos restaram impossibilitados, suspendendo-os entre meados de março e a última semana de outubro, quando foi anunciada uma retomada controlada dos treinos. A necessidade de um segundo lockdown, já em 2021, também impediu partidas e mesmo os treinos precisaram aguardar o segundo semestre, sob flexibilização já autorizada pela prefeitura para práticas de atividade física ao ar livre.
Os dez anos da fundação foram homenageados pela Câmara Municipal de Belém, a reconhecer em 21 de setembro de 2021 que "mesmo que pouco dotado de estrutura para suas atividades, já foram muitas vezes campeões e finalistas em competições dentro e fora do Estado. Além disso, vem mostrando também como o Rugby é mais que só um esporte; é uma filosofia de respeito, solidariedade, humildade, disciplina e cidadania. Valores que vêm norteando o clube há dez anos e que podem ser observados em diversas ações como campanhas de doação de sangue, palestras e oficinas em escolas e praças públicas da cidade".
Também em 2021, o clube foi aprovado pela Confederação Brasileira de Rugby para inserir Belém e o Pará no mapa do "Projeto Nina", o qual busca promover o rugby entre meninas e adolescentes de 7 a 17 anos de idade.

### 2022
O "Belém Sevens Masculino e Feminino de Rugby 2022", iniciado em 16 de abril no Campo do Japonês, em Ananindeua, marcou a volta dos times masculino e feminino a jogos oficiais, em partidas contra as equipes do Cabanos, Barbarians, Yawara no masculino e também contra o GRUA no feminino. Na premiação geral, o Acemira ficou na terceira colocação. No segundo semestre, o clube competiu nas duas etapas realizadas do "Pará Sevens" - a primeira, em 27 de agosto, no Campo do Imperador, em Castanhal, e a segunda, em 23 de outubro, no campo em Ananindeua da AABB. As competições envolveram também Cabanos e Yawara no feminino e, no masculino, também o Mamba.
Em 26 de novembro, o clube fez-se presente em São Paulo para o 1º Fórum de Liderança do Rugby Feminino Nacional, Grassroots to Global, realizado pela Brasil Rugby e com apoio da World Rugby e ChildFund Rugby. O evento, com finalidade de alavancar o rugby feminino no país, reuniu pela primeira vez as principais líderes que estão à frente de seus times, projetos e iniciativas por todo o país para identificar as barreiras e as motivações da vivência do rugby, compartilhar suas experiências e conhecimento.

### 2023
O clube iniciou atividades em 2023 a partir de 12 de janeiro, aniversário de Belém.

## Símbolos

### Escudo
O escudo é caracterizado pela forma da bola de rugby com as cores da bandeira do Pará, na qual dentro encontra-se a representação de um índio segurando uma lança e uma bola de rugby em cada mão. O escudo foi idealizado por Yuri Andrade, um dos fundadores do Acemira.

### Uniforme
O uniforme é predominante preto, com listras brancas e vermelhas em cada ombro.

### Hino
| Tupi (Nheengatu)         | Português                                                 |
| ------------------------ | --------------------------------------------------------- |
| Oré Acemira              | Nós somos Acemira (os que causam dor / os que fazem doer) |
| Oré atã                  | Nós somos fortes                                          |
| Oré sykiéyma             | Nós não tememos                                           |
| Kaluanã o-sem o taba suí | O grande guerreiro saiu de sua casa                       |
| Monhang i sumarã ryryri  | Para fazer seus inimigos tremerem                         |

Os dois primeiros versos do brado são aqueles comumente declamados em jogos e torneios oficiais.

## Estrangeiros
- Jacky Verdier (2011-2015), treinador e presidente honorário [7]
- Gonzalo Texeira (2013-2015), treinador e hooker [68]
- Virginia Giménez (2013-2015), half-abertura em rugby sevens [68]
- Arthur Brun (2013-2014), half-abertura em rugby sevens [68]
- Stefan van der Hoeck (2014-2015), forward
- Benny Tshoombe (2016-atualmente), contro e capitão [40][47]
- François Germain (2017), centro em rugby sevens